# 5223 McSween
5223 McSween este un asteroid din centura principală de asteroizi.

## Descriere
5223 McSween este un asteroid din centura principală de asteroizi. A fost descoperit pe 6 martie 1981 la Siding Spring de Schelte J. Bus. Asteroidul prezintă o orbită caracterizată de o semiaxă mare de 3,20 ua, o excentricitate de 0,17 și o înclinație de 17,0° în raport cu ecliptica.